# Église Saint-Martin de Plaimpied
L'église Saint-Martin de Plaimpied est une ancienne abbatiale, située dans la ville de Plaimpied-Givaudins, dans le département du Cher, en France.
Réputée pour la qualité de la sculpture de ses chapiteaux, cette église romane date des XIe et XIIe siècles. Elle est classée au titre des monuments historiques par la liste de 1840.

## Histoire

### Fondation
L'église de Plaimpied-Givaudins revendique sa fondation par Richard II, archevêque de Bourges et pionnier de la réforme grégorienne en Berry. Richard, mort en 1093, est représenté par un gisant du XIIIe siècle visible dans le transept sud ; elle constitue une importante abbaye de chanoines réguliers soumis à la règle de saint Augustin dans toute sa rigueur, avec son idéal de pauvreté et de vie communautaire et l'accomplissement de toutes les fonctions ecclésiastiques au service des populations. Cette fondation contemporaine de celle de Miseray à Heugnes correspond au déploiement et à la reconstruction de nombreuses églises dans le Berry après l'an mil et au moment de la réforme grégorienne due à Grégoire VII : célibat des prêtres, condamnation du nicolaïsme, principes réaffirmés par le concile de Bourges de 1031.
La construction de l'abbatiale est commencée à la fin du XIe siècle (1080), la crypte est réputée avoir accueilli la sépulture de Richard II en 1093, la construction du chevet et des transepts se prolonge jusqu'en 1130 mais la nef, difficile à dater en raison de ses destructions et de ses remaniements du XVIIe siècle et du XIXe siècle, est achevée plus tard. On peut considérer que l'ensemble de la construction a pris cent ans ; elle est dédiée à saint Martin.
Le Berry subit de nombreux troubles pendant la guerre de Cent Ans (1337-1453) du fait de sa position charnière entre le royaume de France et l'Aquitaine. Pendant les guerres de Religion (1562-1598), l'abbatiale n'est pas épargnée, avec l'incendie et la destruction de la façade occidentale et des deux premières travées qui ne furent pas relevées, ainsi que de la voûte de la nef dans l'hypothèse où elle était achevée ; en témoigne l'épigraphie  concernant la restauration par Messire Anthoine Fradet, abbé commendataire en 1654, ornée d'un bas relief de saint Georges terrassant le dragon et surmontée de ses armes. La pauvreté des habitants empêche le remplacement des cloches cassées au moment des guerres de Religion. En 1564, le seigneur de Germigny leur accorde 20 livres pour la fourniture d'une petite cloche. Il faut attendre 1644 pour que l'église soit pourvue d'une cloche plus importante nommée Maria Magdalena. Dès 1774, une autre la rejoint au pignon au-dessus de la porte d'entrée ; elle est baptisée Sainte-Catherine. Pour mieux les abriter, on envisage la construction d'un clocher mais ce projet ne sera jamais réalisé. L'abbatiale est classée partiellement monument historique en 1840 et inscrite en 1931 et 2011 pour les parties encore non classées, bâtiments de l'ancienne abbaye et terrains.

### Restaurations
Plusieurs restaurations sont nécessaires au cours des siècles.
Au XVIe siècle, la poussée des voûtes nécessite l'installation d'arcs-boutants à chaque travée sur les murs nord et sud de la nef sous l'abbé commendataire Pierre de Plas. Bertrand de Roffignac cite un contrat de 1546 concernant ces travaux et pense reconnaître les armes de cet abbé sur les piles.
En 1654, Antoine Fradet termine la reconstruction après incendie et destructions liés aux guerres. Une ou deux travées ainsi que la façade romane sont supprimées, Une nouvelle façade est refaite. Le plafond de la nef et du bas-côté nord et la croisée du transept sud, les trois piliers rectangulaires du côté nord de la nef datent de cette restauration.
De 1738 à 1740, sous l'abbé Picot de Combreux mais financée par la succession de l'abbé Claude Hanriau, la façade est reprise avec rétablissement d'un porche, le plafond de la nef et du bas-côté nord est refait. Une sacristie est construite contre le transept nord.
En 1750, la tour de la croisée est restaurée, amputée des deux tiers de sa hauteur.
En 1866, le porche est supprimé, les piliers de la croisée sont repris, les arcs-boutants du côté nord sont supprimés, ils étaient devenus inutiles, le bas-côté nord n'étant plus voûté ; l'escalier menant à la crypte est rétabli.
En 1883, le plafond de la nef est repris.
En 1900 la voûte de chœur est refaite,.

## Situation
L'église se situe dans le bourg de Plaimpied-Givaudins ; elle côtoie la grange aux dîmes et l'ancien logement de l'abbé., Plus bas près du canal on trouve les anciens moulins banaux de l'abbaye. Elle est proche de la mairie et du parc municipal.
Elle est à dix kilomètres de la cathédrale Saint-Étienne de Bourges et à vingt-cinq kilomètres du prieuré d'Allichamps, dont l'abbaye avait la charge.
Plaimpied-Givaudins est une commune située dans le département du Cher et dans la région Centre-Val de Loire. Cette commune se situe au sud de Bourges, au cœur du Berry et proche de Bruère-Allichamps (centre de la France).

## Description

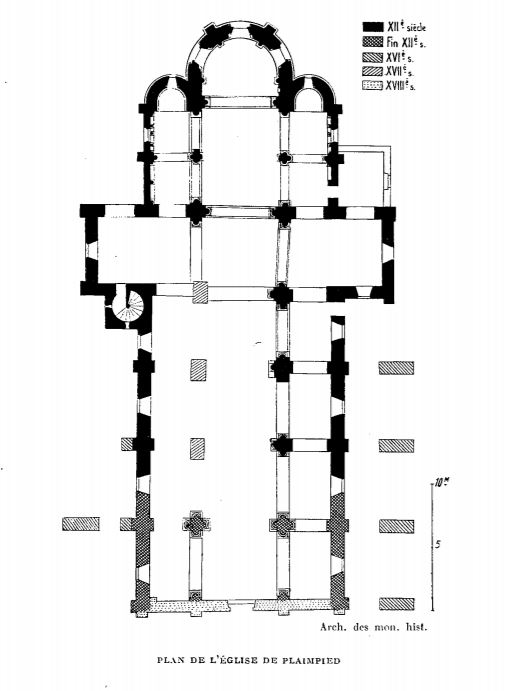
Plan de l'église de Plaimpied par François Deshoulières (congrès archéologique de France, Bourges, 1931).

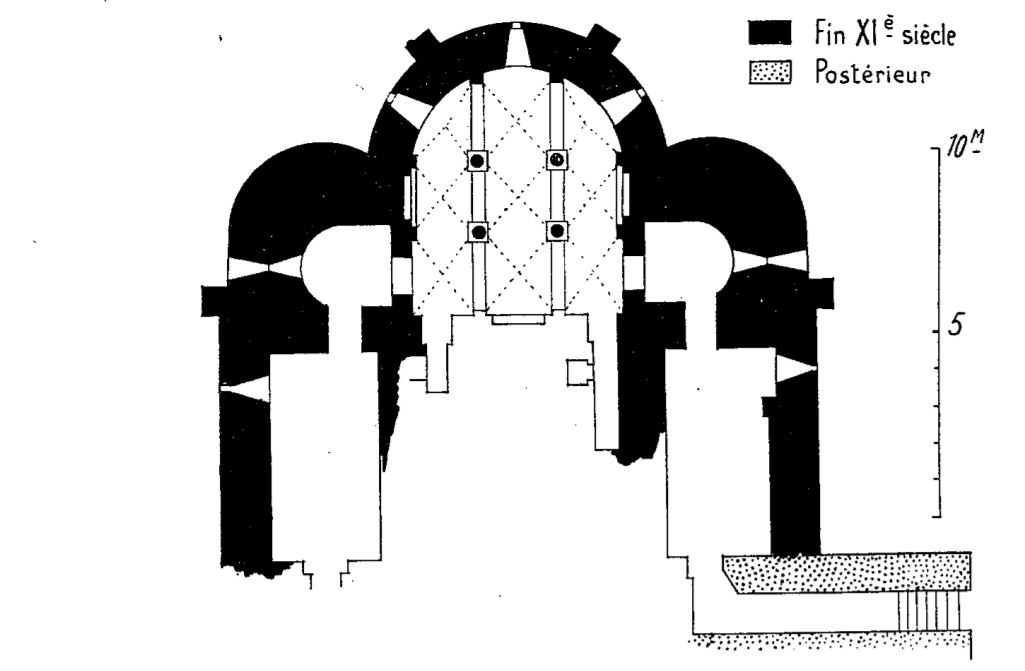
Plan de la crypte de l'église de Plaimpied par François Deshoulières.

L'église est construite sur un plan en croix latine orienté avec une nef pseudo-basilicale au-dessus d'une crypte bien conservée sous l'ensemble du chœur. La longueur totale de l'église est de 40,40 mètres, la largeur au niveau des transepts est de 22,60 mètres et la hauteur sous la coupole est de 17,09 mètres.

### Nef
La haute nef à trois vaisseaux adopte un parti basilical, elle est éclairée par des grandes baies ouvertes dans les murs des bas-côtés mais sans clair-étage. Le vaisseau central est séparé des bas-côtés, encore voûté d'arêtes pour le vaisseau sud, par des supports composés avec colonnes engagées recevant les arcs brisés des grandes arcades. Elle ne comporte que quatre travées, la façade occidentale et les deux premières travées ayant été détruites au XVIe siècle. Le vaisseau principal est couvert d'une charpente du XVIIe siècle, la voûte antérieure, si elle a existé, a été détruite du fait des gens de guerre. La voûte du bas-côté nord s'est écroulée au XVIIe siècle, il a été recouvert d'un simple plancher, les colonnes engagées du mur nord sont la trace de cette ancienne voûte,.

### Transept
La croisée est couverte d'une coupole à base octogonale reposant sur des trompes, elle est percée en son centre pour le passage des cordes du clocher, la porte de l'escalier du clocher est sur le mur ouest du transept nord. Les deux transepts sont couverts d'un berceau en arc brisé et à l'extrémité s'ouvrent par une large fenêtre en plein cintre.

### Chœur
Le chœur s'ouvre sur un arc brisé comme les trois autres côtés de la croisée, après deux travées il se termine par une abside voûtée en cul-de-four dont il est séparé par une arcade en plein cintre. Il est bordé de chaque côté de deux absidioles orientées parallèles dans la prolongation des nefs latérales. Outre la qualité du décor sculpté — chapiteaux, frises, colonnes —, ce qui en fait l'originalité est l'importance des larges baies en plein cintre de l'abside qui le rend très lumineux. À l'écoinçon des deux arcades du chœur, un corbeau de chaque côté est la trace d'une poutre de gloire disparue. Deux autres absidioles échelonnées sur le mur oriental des deux transepts figuraient initialement réalisant le plan classique d'une abbaye bénédictine, seule l'absidiole côté nord a laissé une trace dans le mur extérieur,.

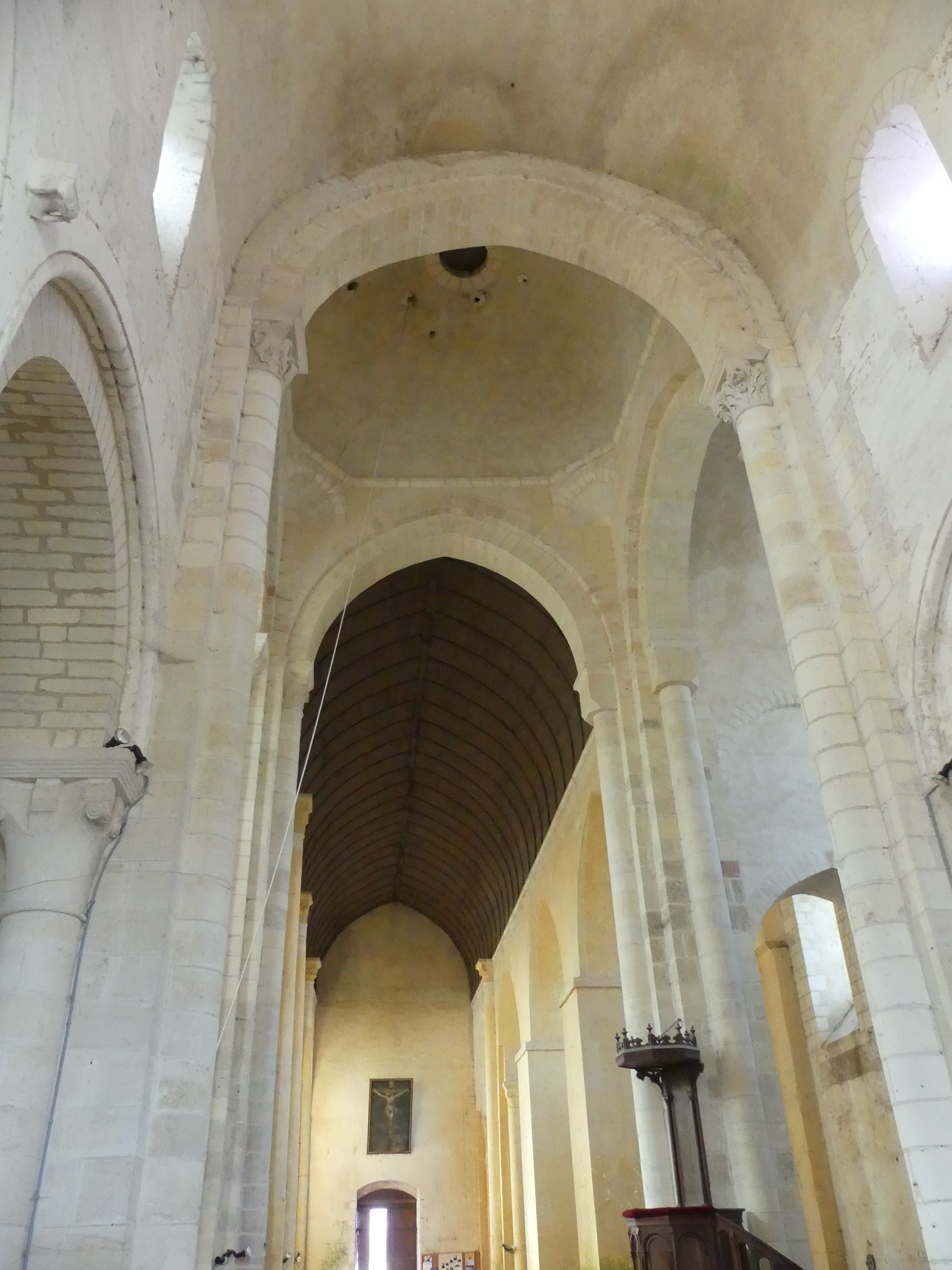
Nef vue du chœur.
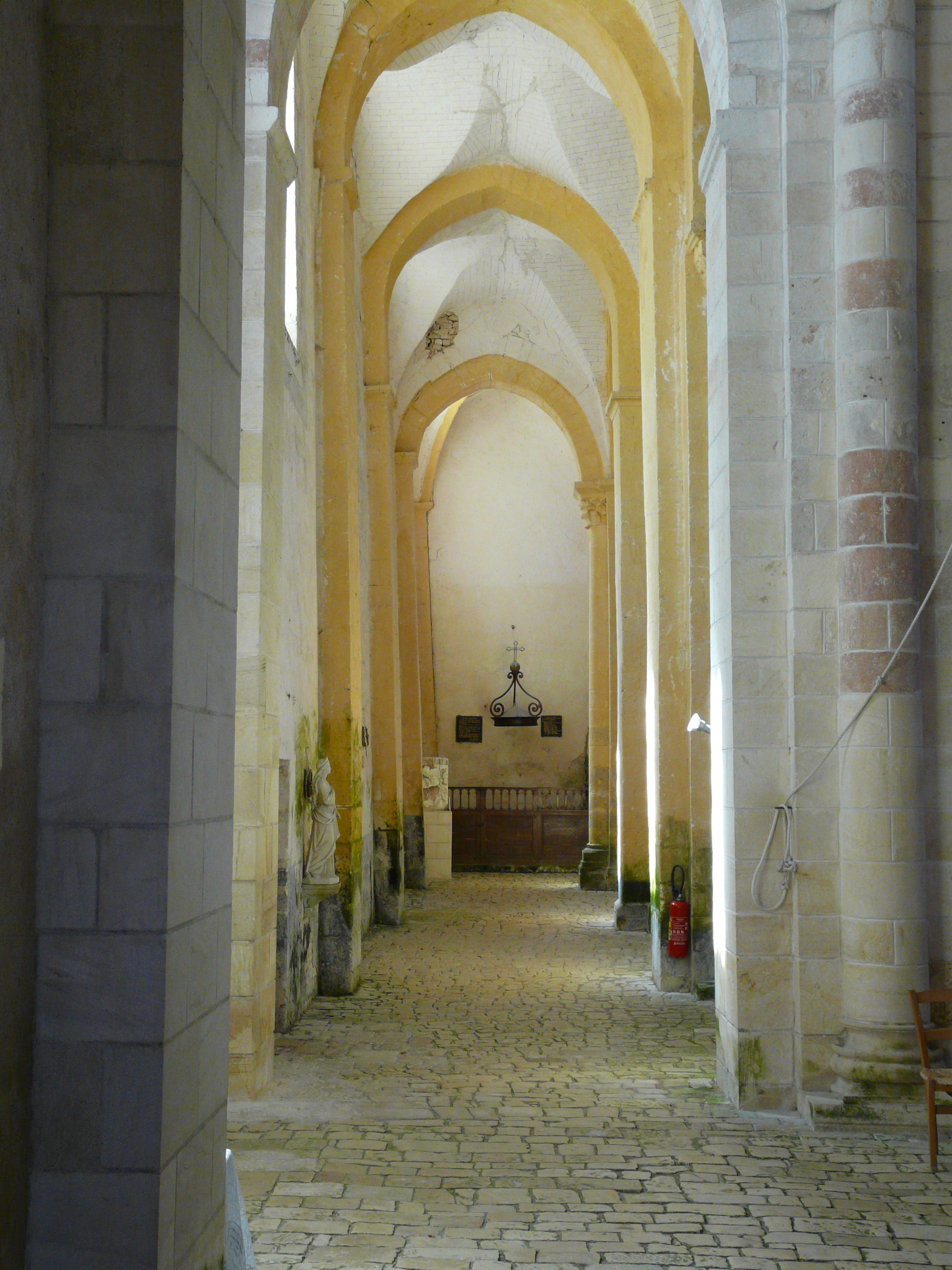
Bas-côté sud.
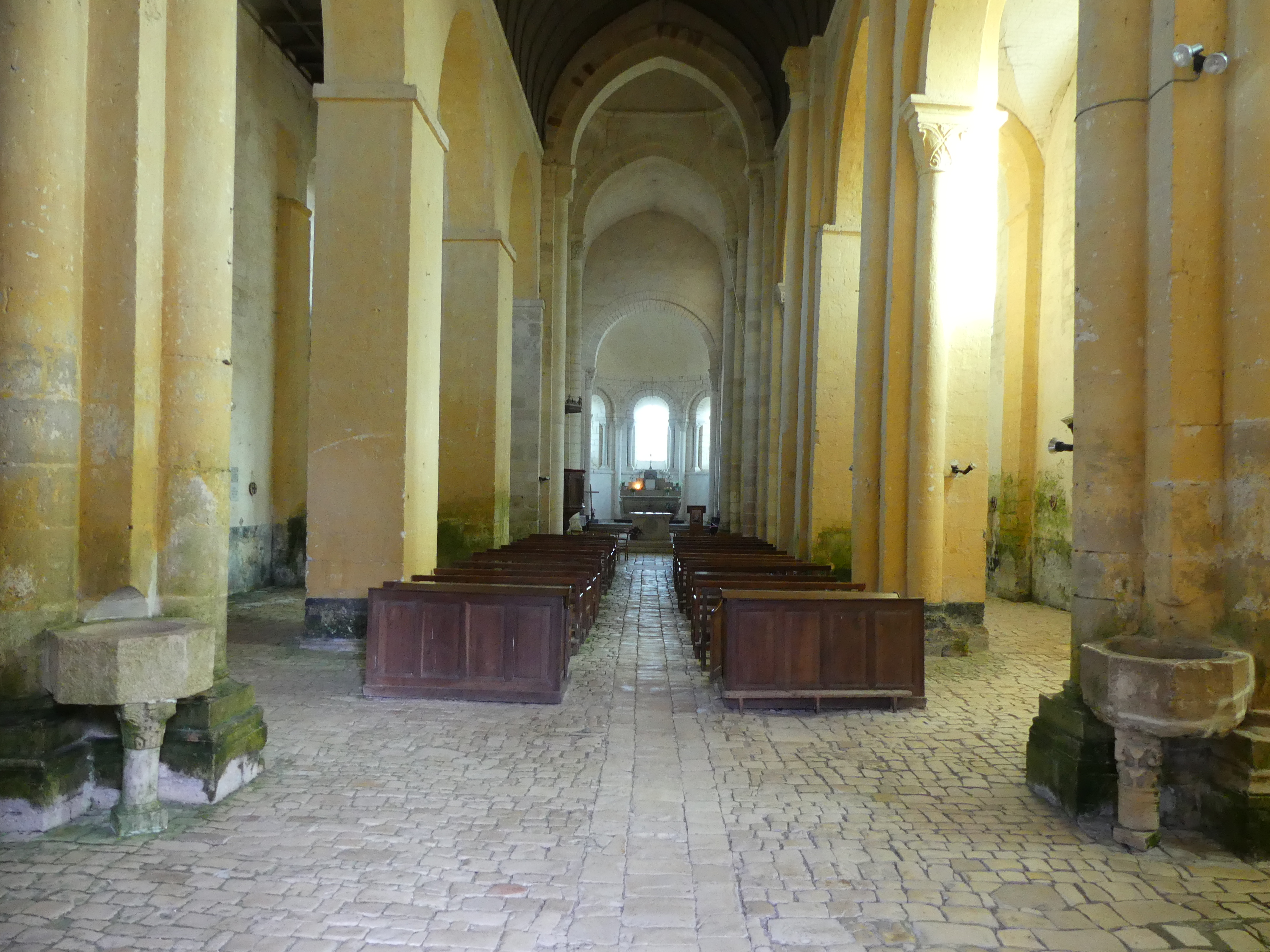
Nef principale vers le chœur.
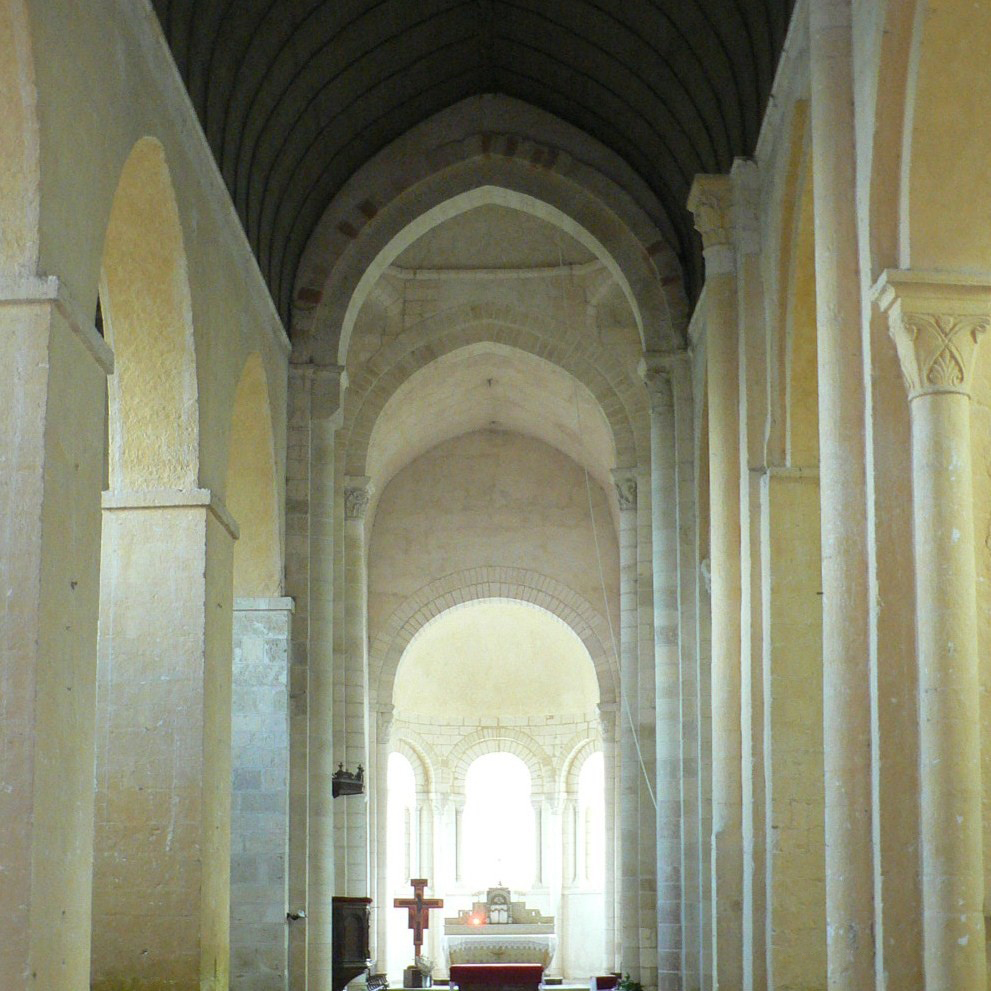
Le chœur.
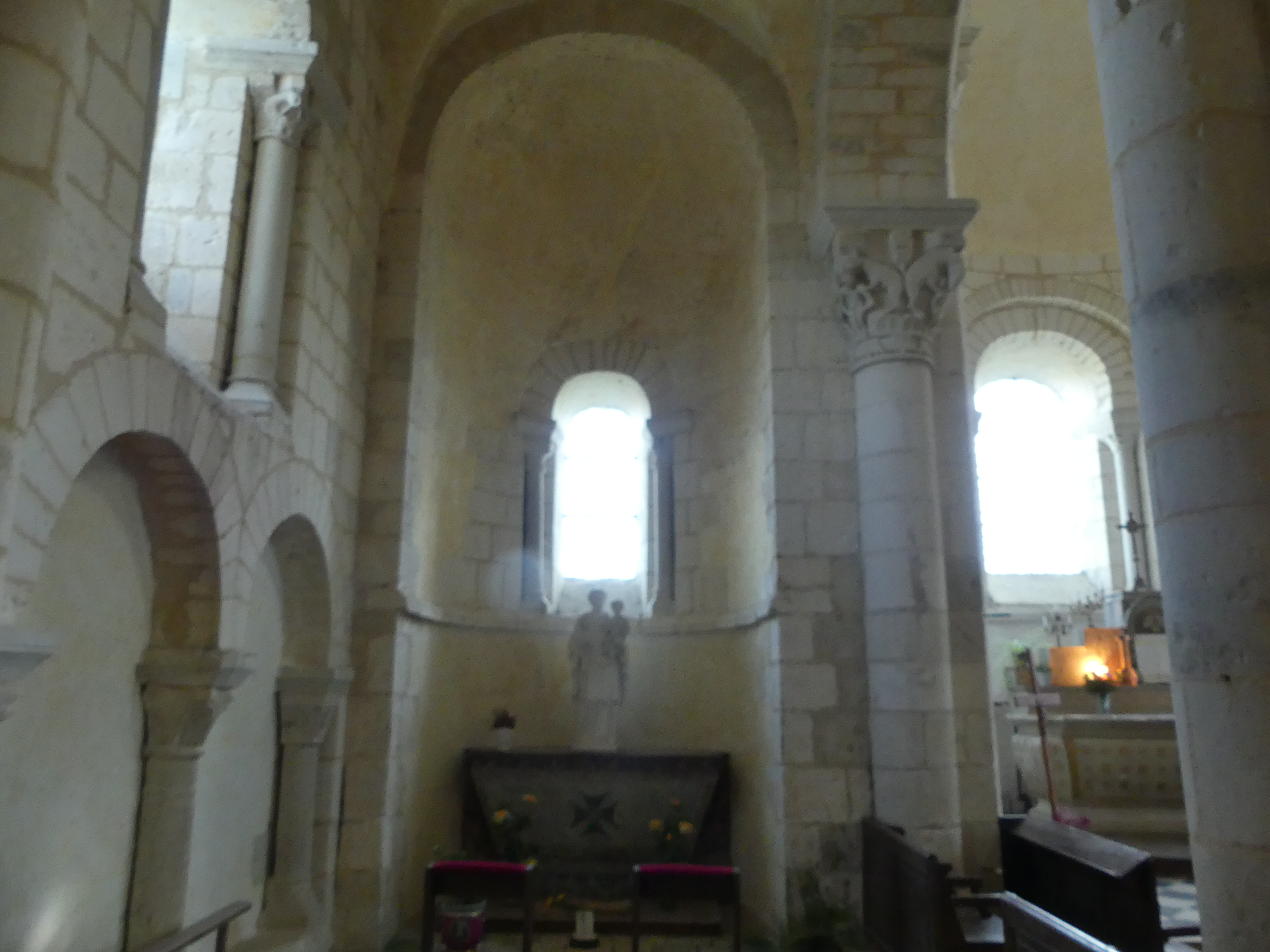
Absidiole nord.

### Crypte
La crypte est accessible sur le côté du chœur dans le transept nord. Elle est constituée de trois nefs, de trois travées se terminant par des absides et elle est éclairée par des fenêtres au ras du sol. Les colonnes sont monolithiques et les voûtes sont en arête. L'intérêt de cette crypte ce sont les peintures romanes bien préservées qui ornent l’enduit des voûtes : décor de fleurettes, de têtes de moine, de cordons, et même sur une croisée d'arête, un svastika. La sortie sud de la crypte donne sur l'extérieur depuis le XVIe siècle.

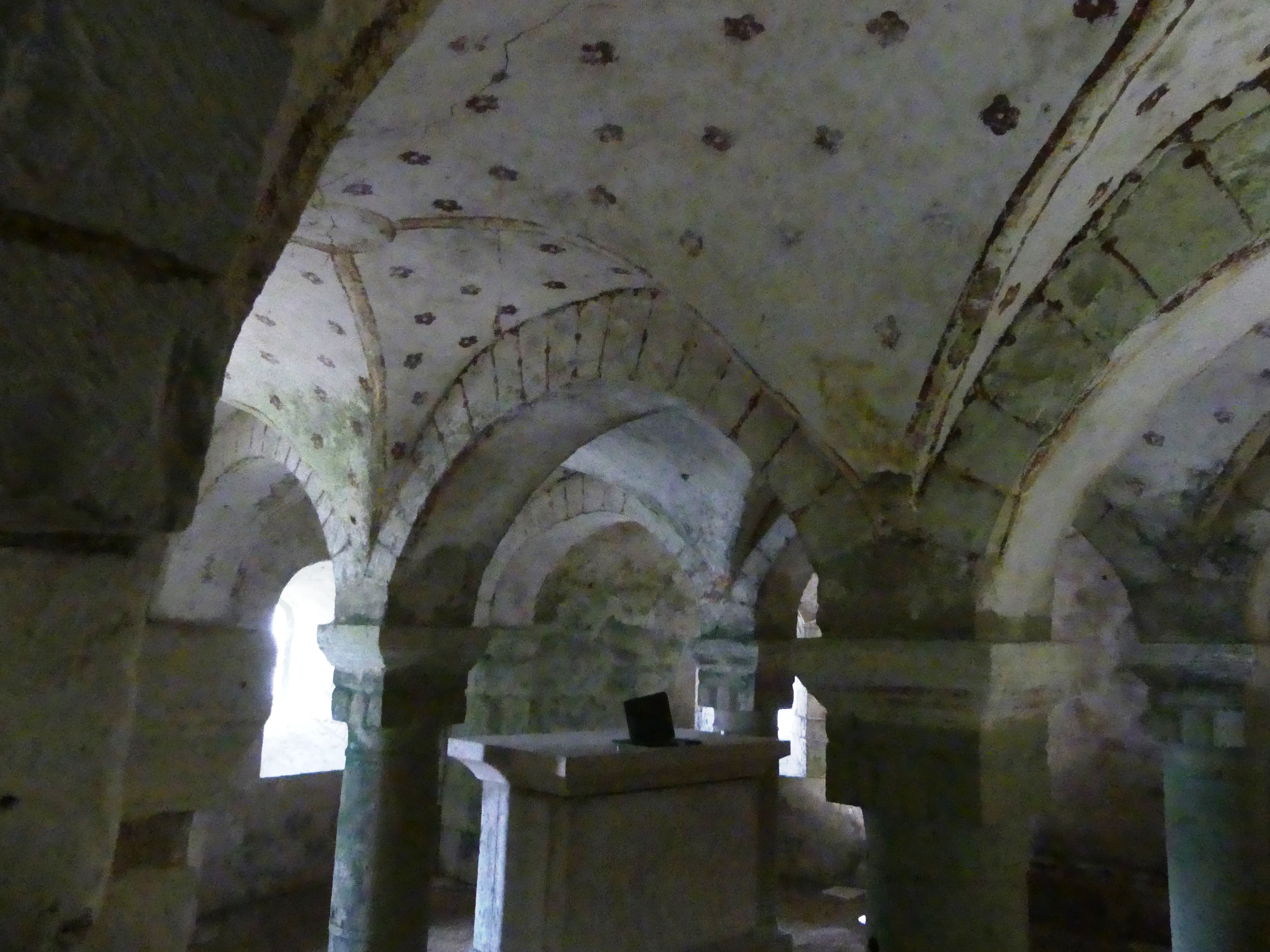
Crypte.
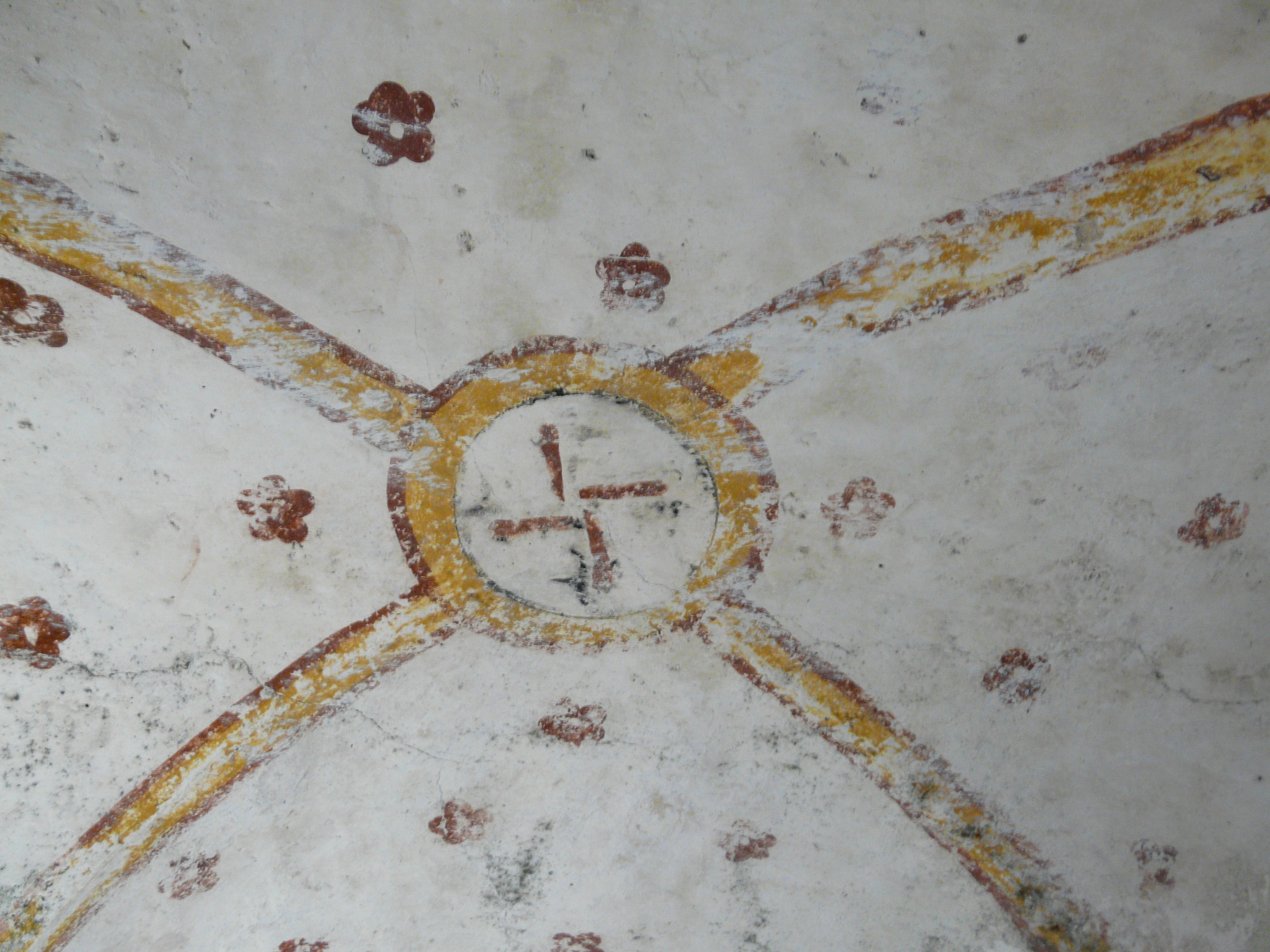
Svastika.

### Chapiteaux et mobilier

#### Chapiteaux
La qualité de la sculpture et l'état de préservation des chapiteaux historiés font la réputation de cette église. Le plus connu est la tentation du Christ sur le pilier sud-ouest de la croisée. Sa disposition fait que les chanoines venant du cloître pour entrer dans le chœur passaient au pied de ce pilier édifiant. Il est attribué au Maître de Plaimpied ; dans l'église deux autres éléments lui sont attribués : l'épitaphe figurée de Sulpicius et un tailloir exposé près des fonts baptismaux ; l'itinéraire artistique de ce sculpteur a été reconstitué, ses origines seraient de la basse vallée du Rhône et on lui attribue même en 1930 des chapiteaux provenant des fouilles de l'église de Nazareth, exportation de l'art roman berrichon par le vecteur des croisades,. 
En face, toujours à l'entrée du chœur sur la colonne nord-ouest, un acrobate en position particulière est ensuite représenté sur l'autre angle en position accroupie, certains le comprennent comme la première étape d'une conversion ou du salut. Dans le chœur, sur le côté sud, des atlantes figurent les hommes et en particulier les clercs soutenant l'Église et deux pélicans aux cous enlacés symbolisent la charité, le Christ nourrissant son peuple ou l'amour des parents pour leurs enfants. 
Ailleurs, des monstres dévorants ont une signification terrifiante évidente. l'interprétation de la belle sirène bicaudale est plus difficile, classiquement être évoquant la tentation et la luxure. Une autre signification émerge et coexiste, celle d'une sirène bienveillante envoyée de Dieu et conseillère ; l'imagier du Moyen Âge nous a habitué à ces différents niveaux d'interprétations et nous en avons perdu les clés. 
Dans la nef, des chats tirent la langue et évoquent le malin mais ils s'intercalent avec des pommes de pin signe de fécondité. Des lions s'affrontant sont de même facture que ceux de la première construction de l'abbaye de La Charité-sur-Loire. Certains chapiteaux sont seulement à décor non figuratif (rinceaux).

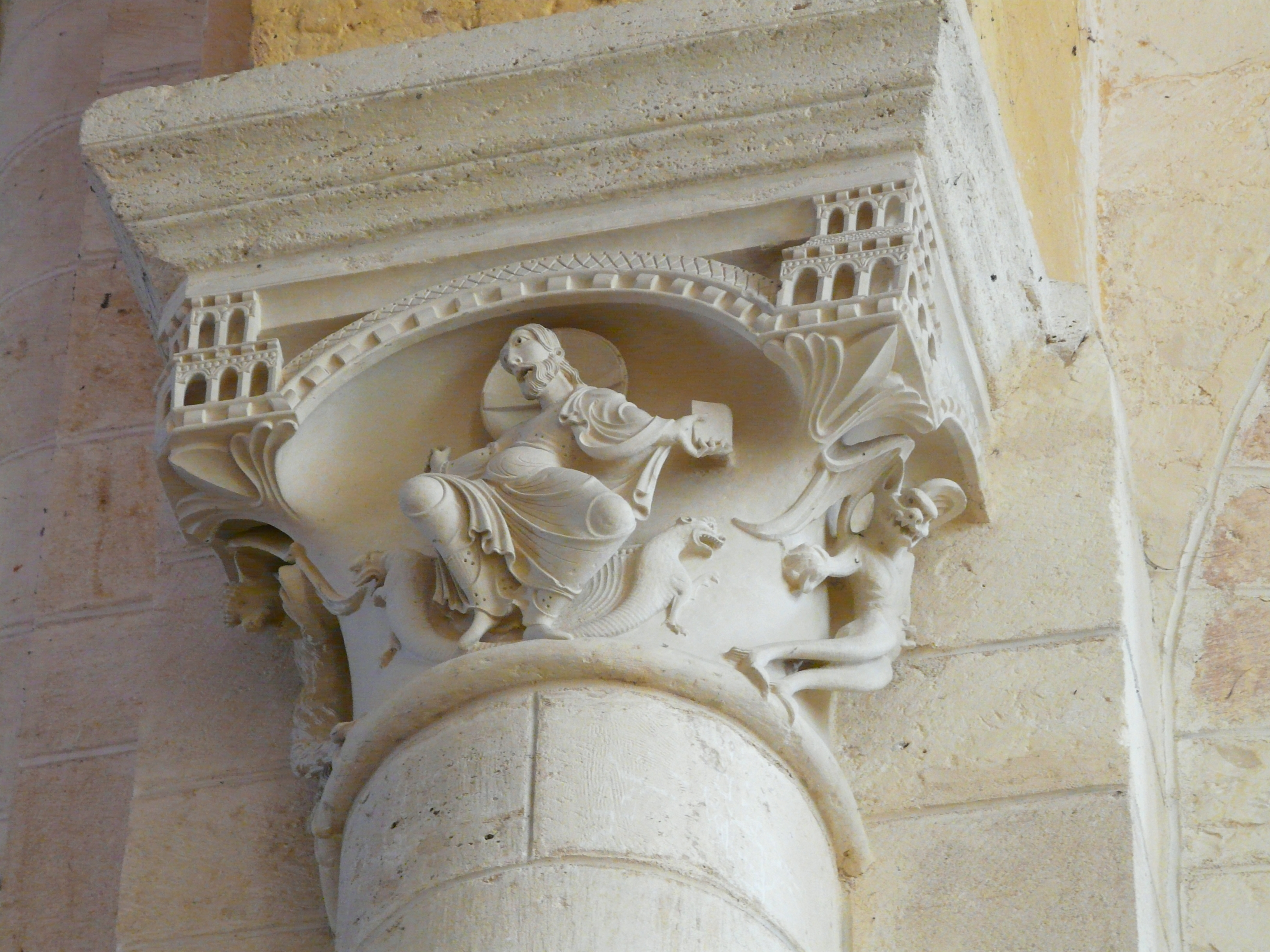
Tentation du Christ.
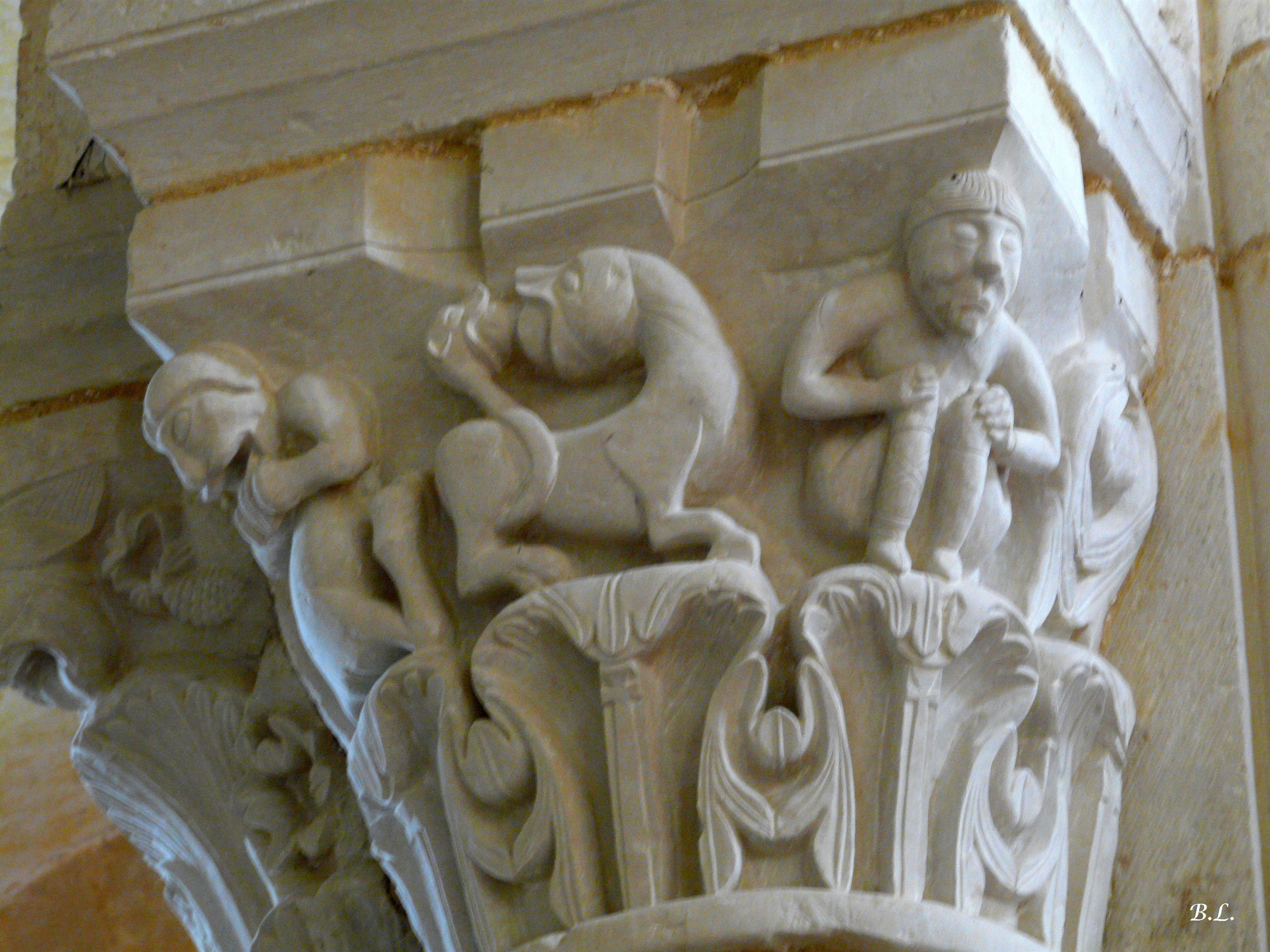
Acrobate puis homme accroupi.
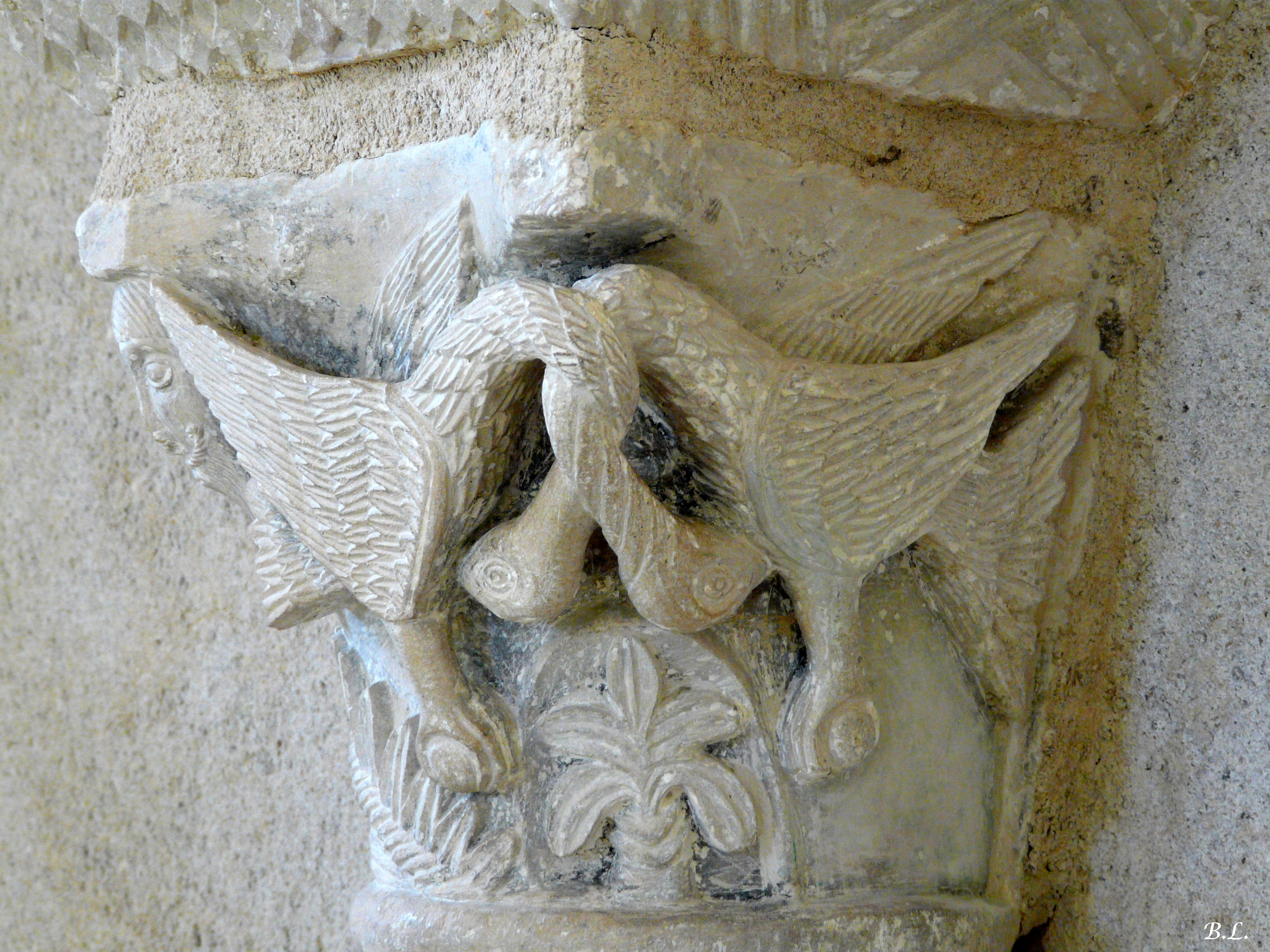
Pélicans.
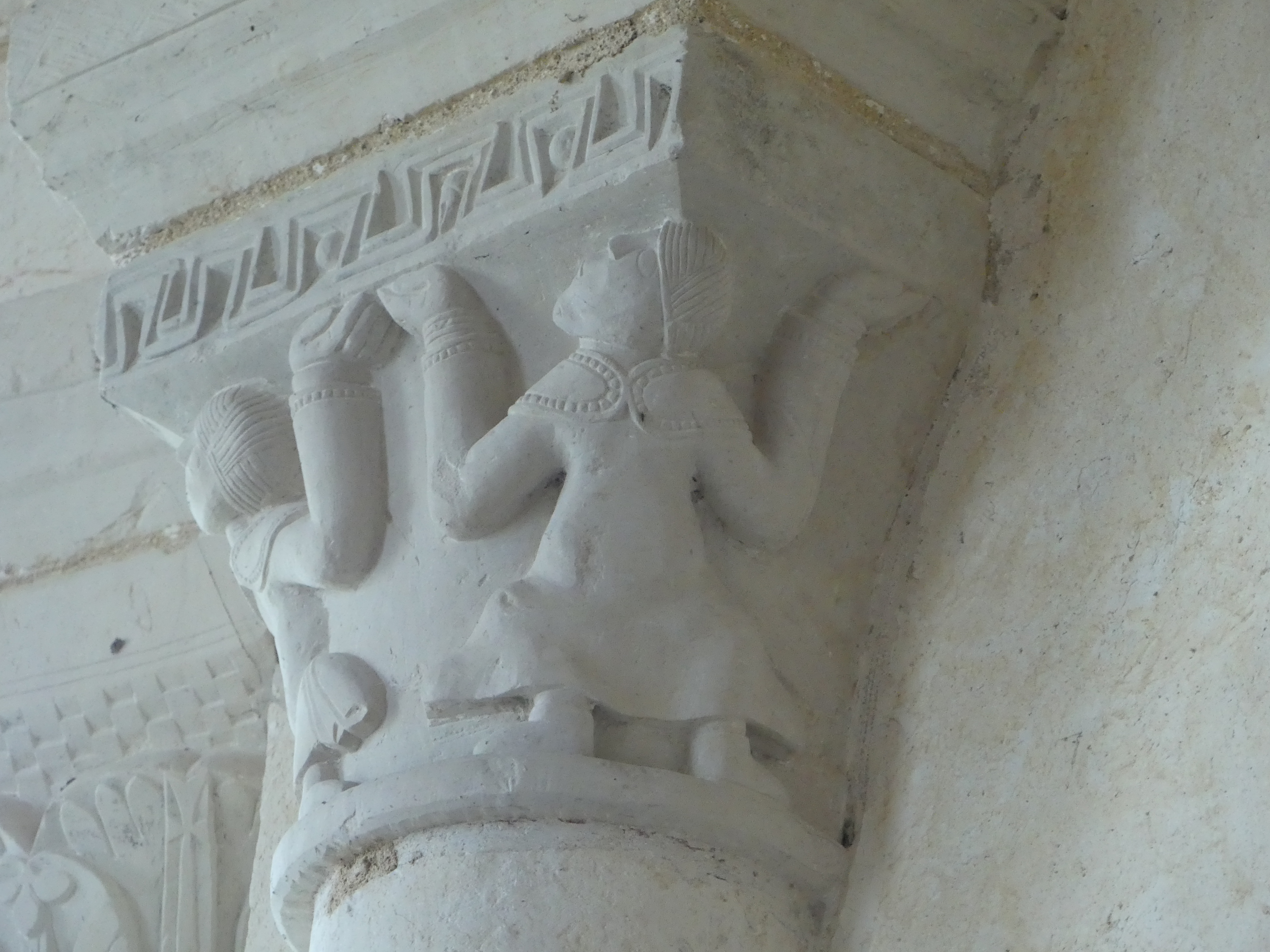
Atlantes.
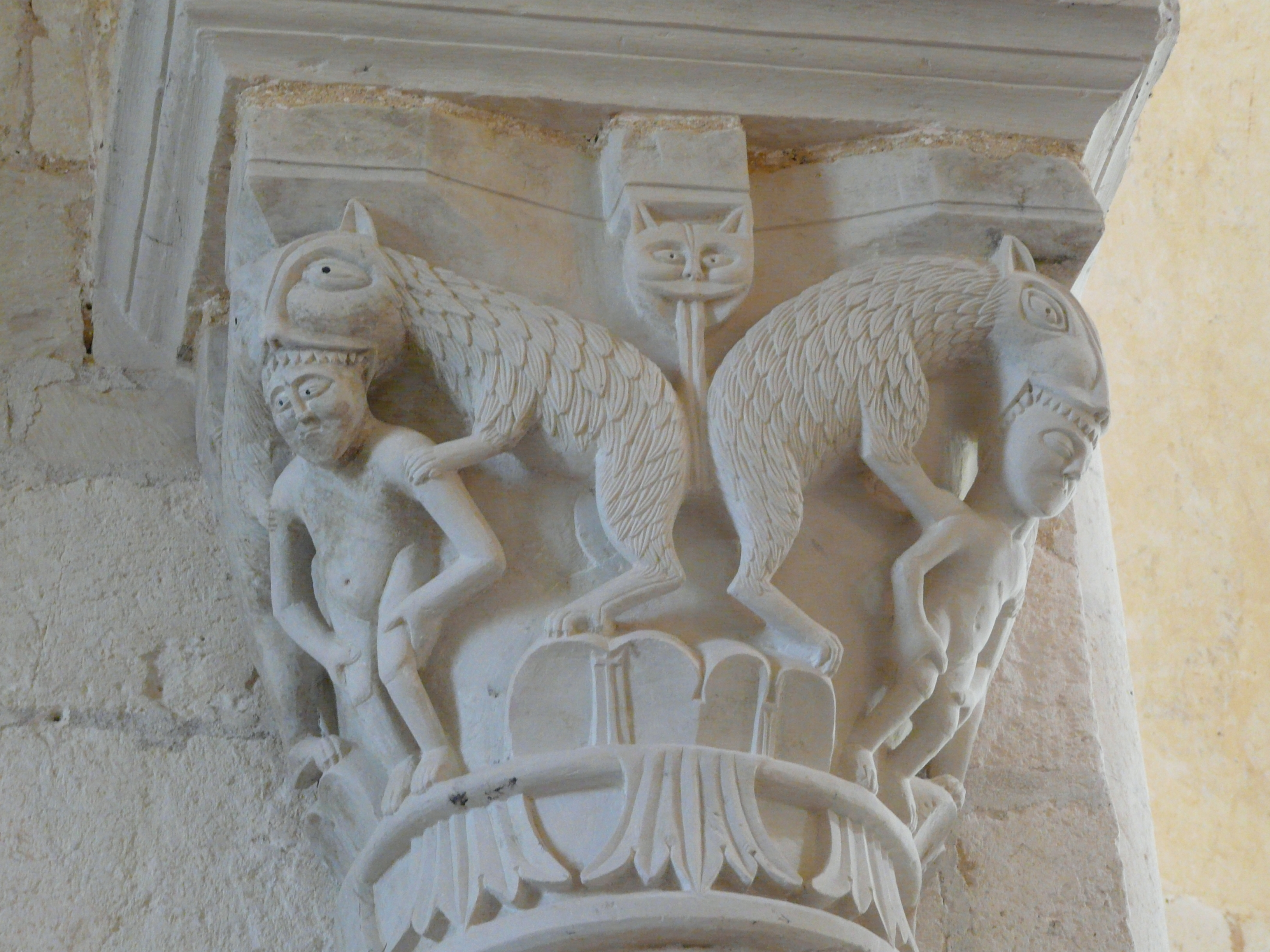
Monstres dévorant.
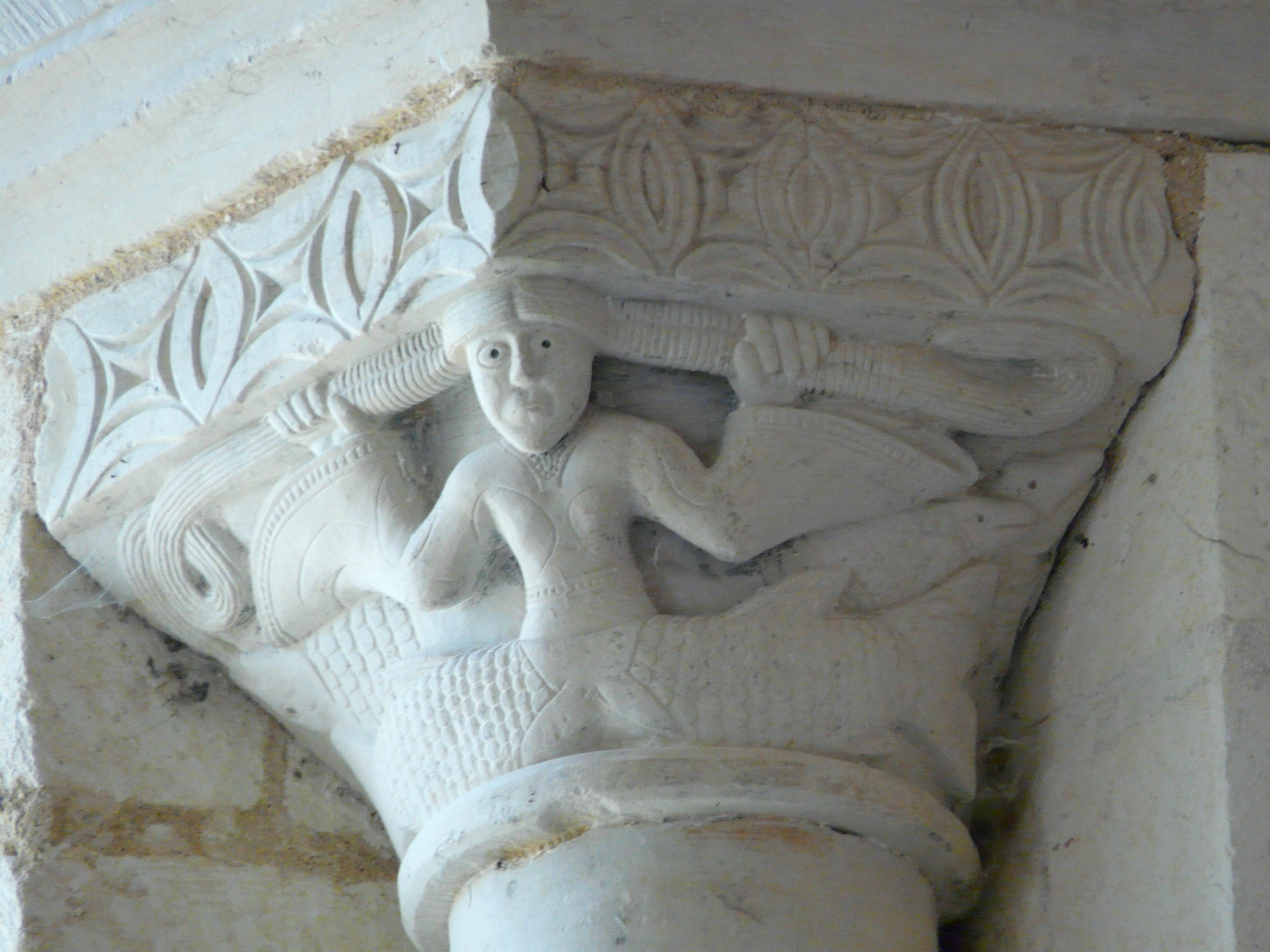
Sirène.
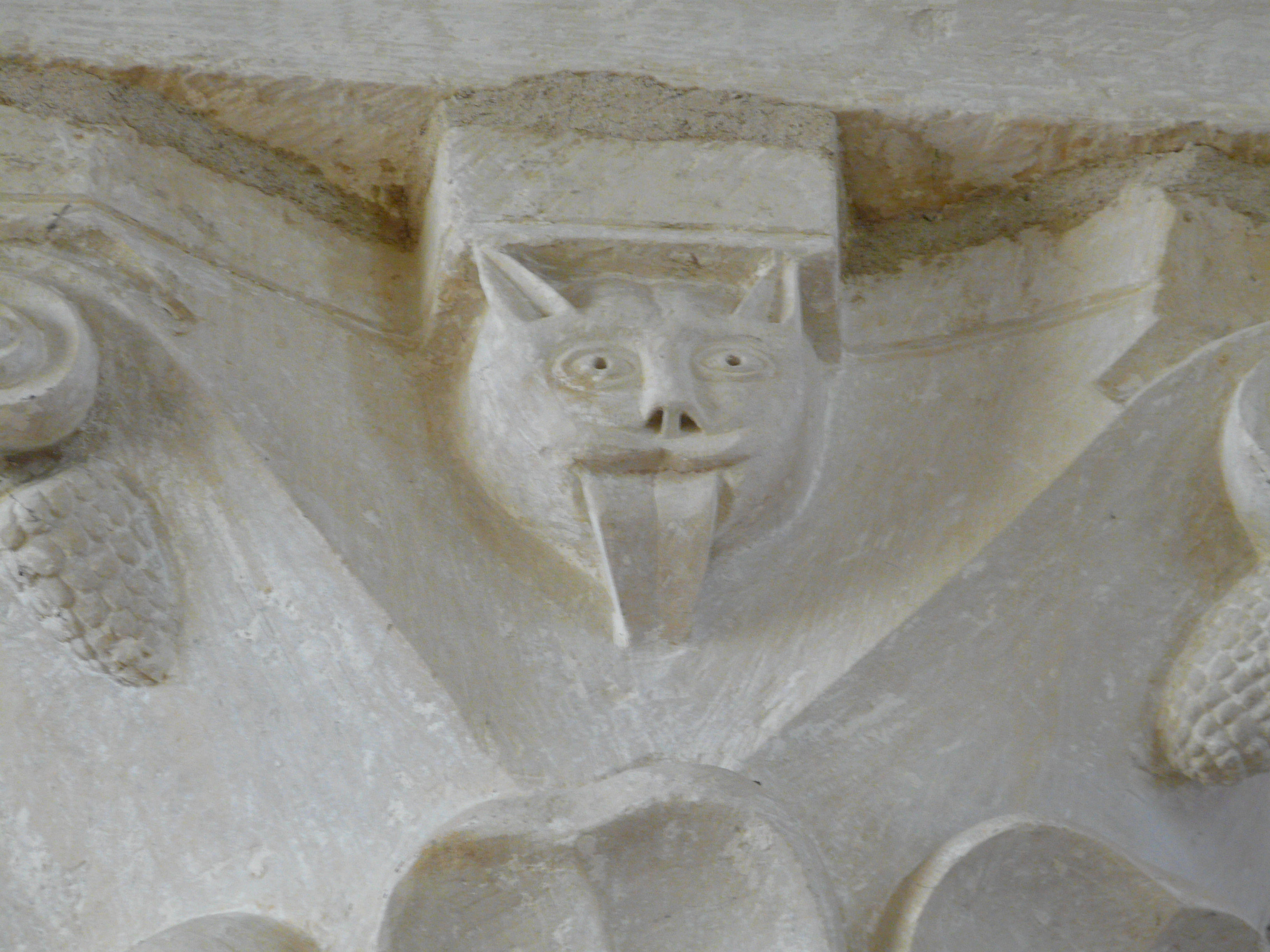
Chats tirant la langue.

#### Mobilier
L'église est dépouillée, il n'y a plus de fresque sauf dans la crypte. À l'entrée de la nef un baptistère du XIIe siècle conserve encore la trace de ses peintures. Plusieurs éléments viennent du cloître et du cimetière des moines : la stèle d'Antoine Fradet, abbé commendataire qui a relevé l'église en 1654, ornée d'une représentation de saint Georges ; des épitaphes des XIIe et XIIe siècles insérées dans le mur sud de la nef , l'épitaphe du moine Sulpicius, elle  représente Abraham portant l’âme du défunt et serait l'œuvre du Maître de Plaimpied, auteur de chapiteau de la tentation,. Le gisant de Richard II daté du XIIIe siècle a été restitué par le musée du Berry en 1993 qui le conservait depuis 1840, il est placé dans le transept sud. Dans le couloir de la crypte une dalle du XIIIe siècle en pierre figure un toit à tuiles rondes. Deux œuvres modernes complètent ce mobilier roman : un grand bas-relief de saint Martin partageant son manteau sur le mur du transept sud et l'autel en pierre fait par un compagnon du devoir en 2011 comme l'indique une plaque apposée à côté précisant son nom,.  

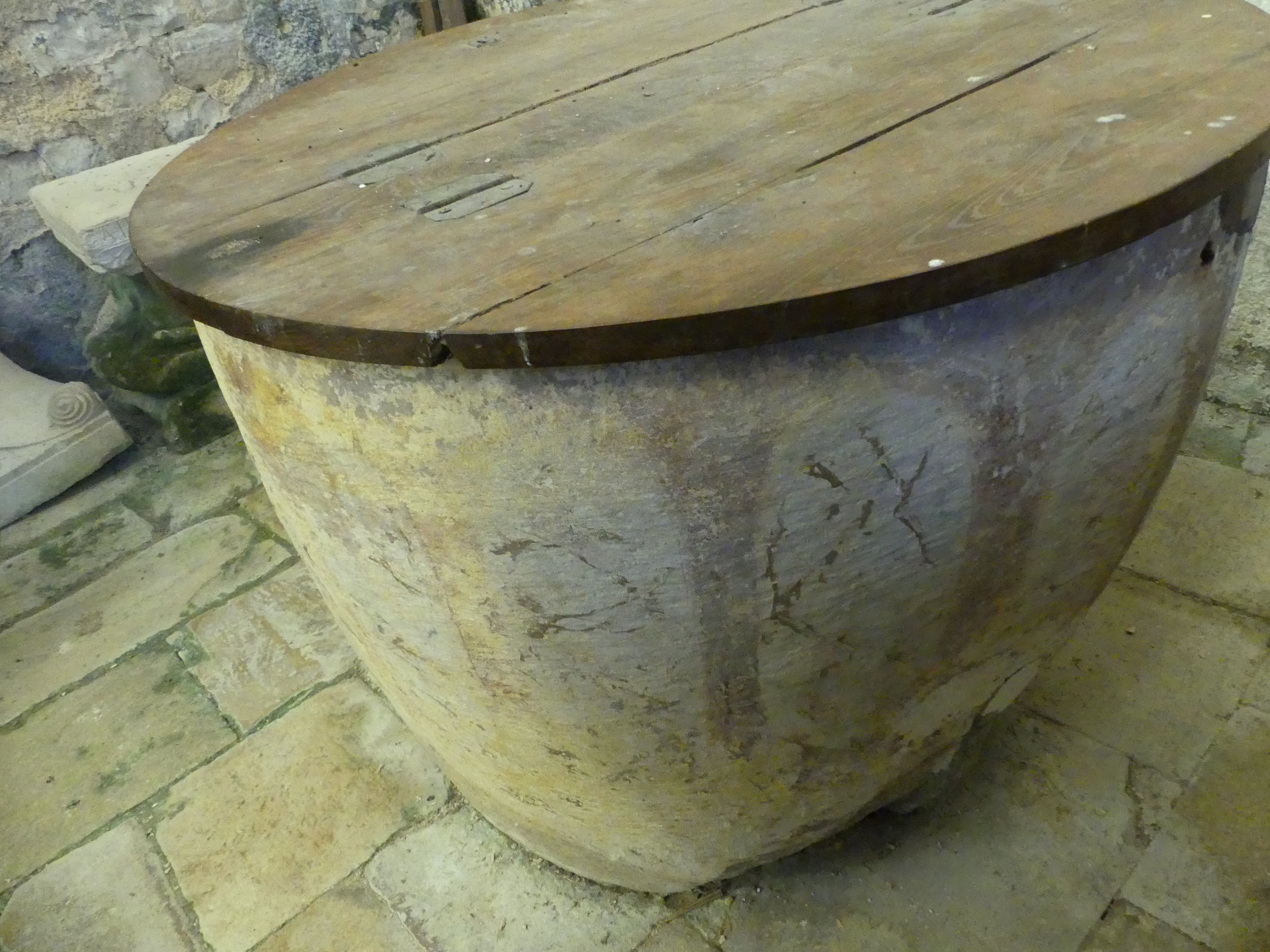
Baptistère du XIIe siècle.
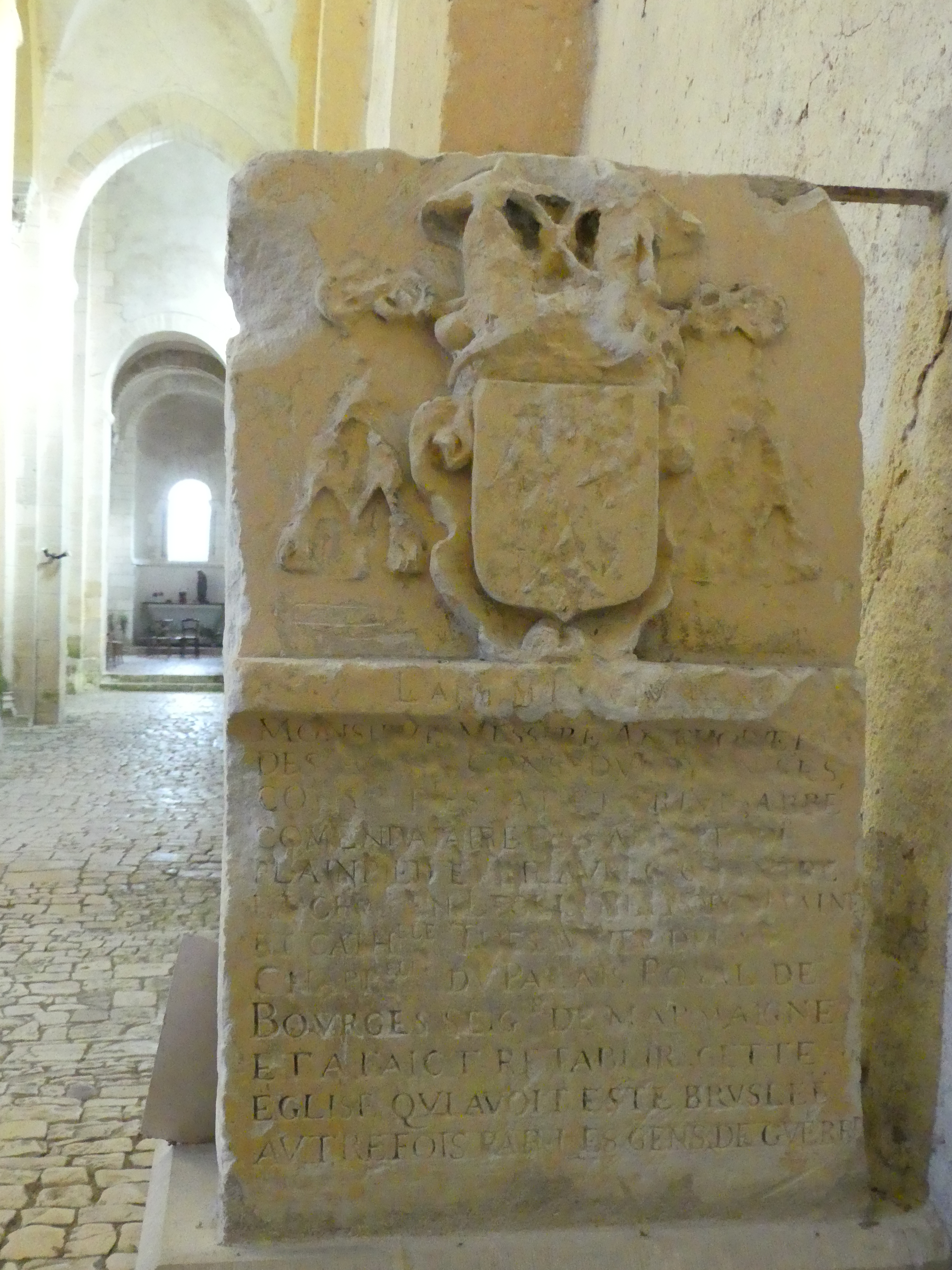
Stèle du chanoine Fradet.
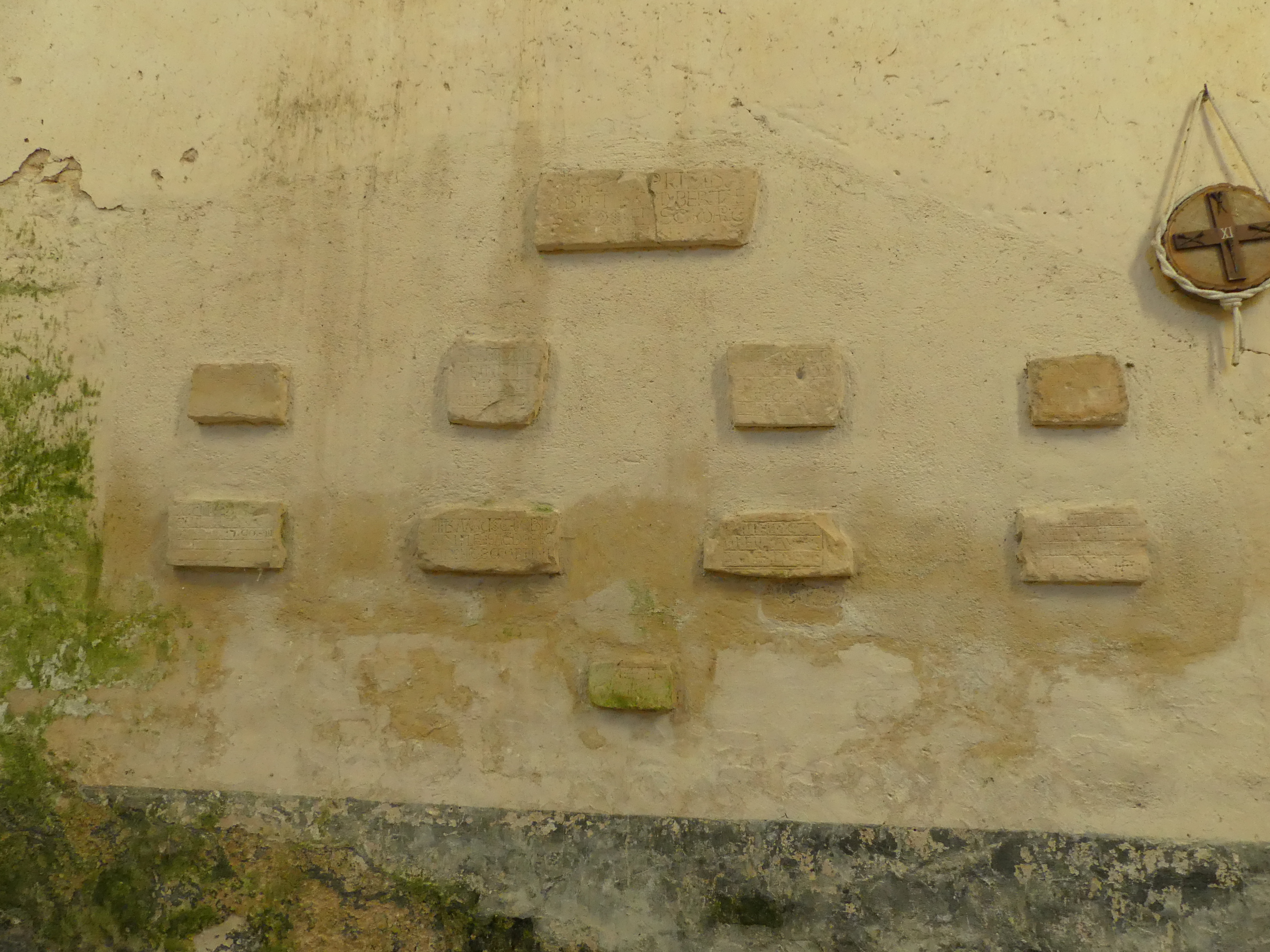
Épitaphes des moines venant du cloître.
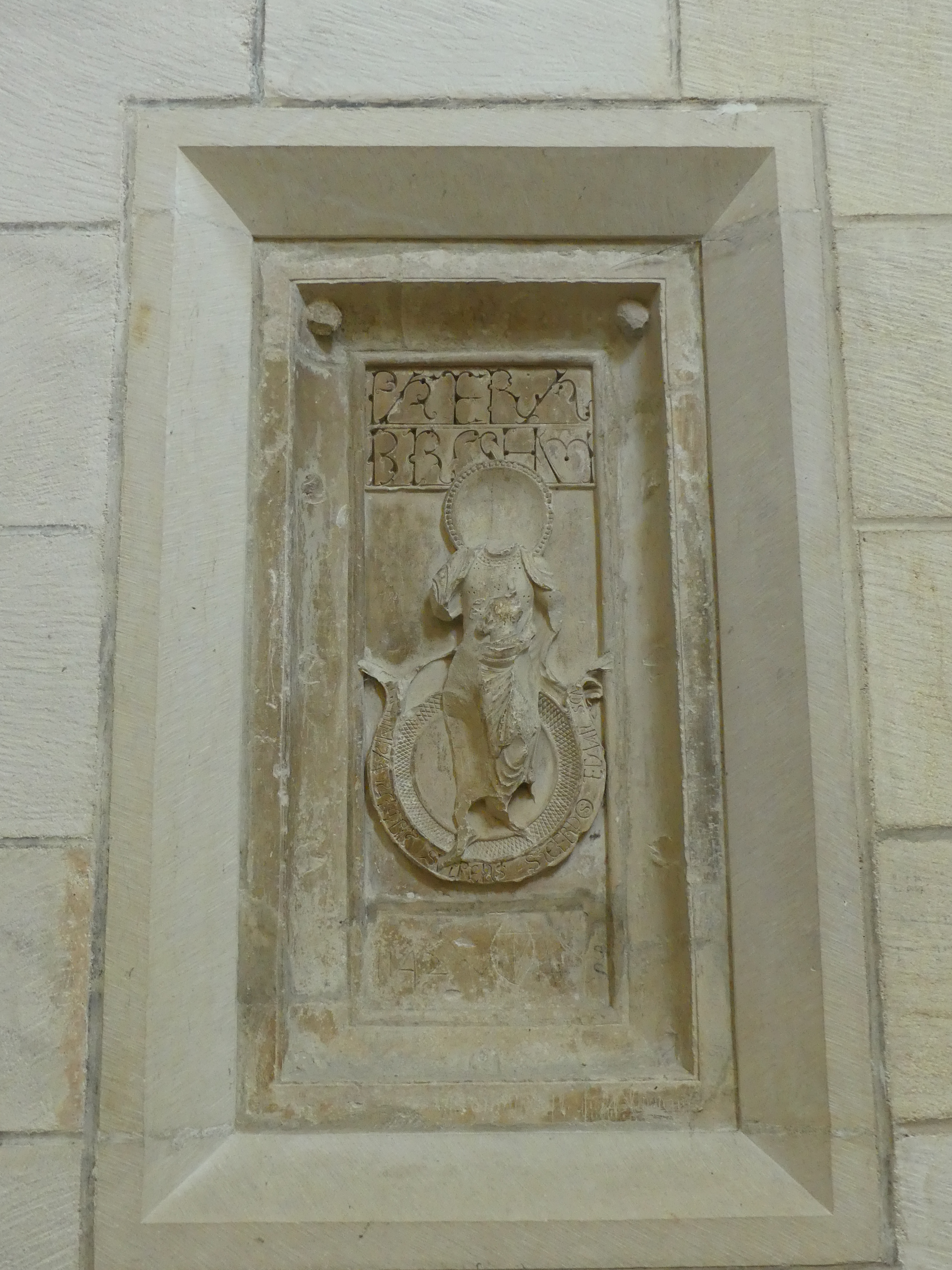
Épitaphe de Sulpicius.
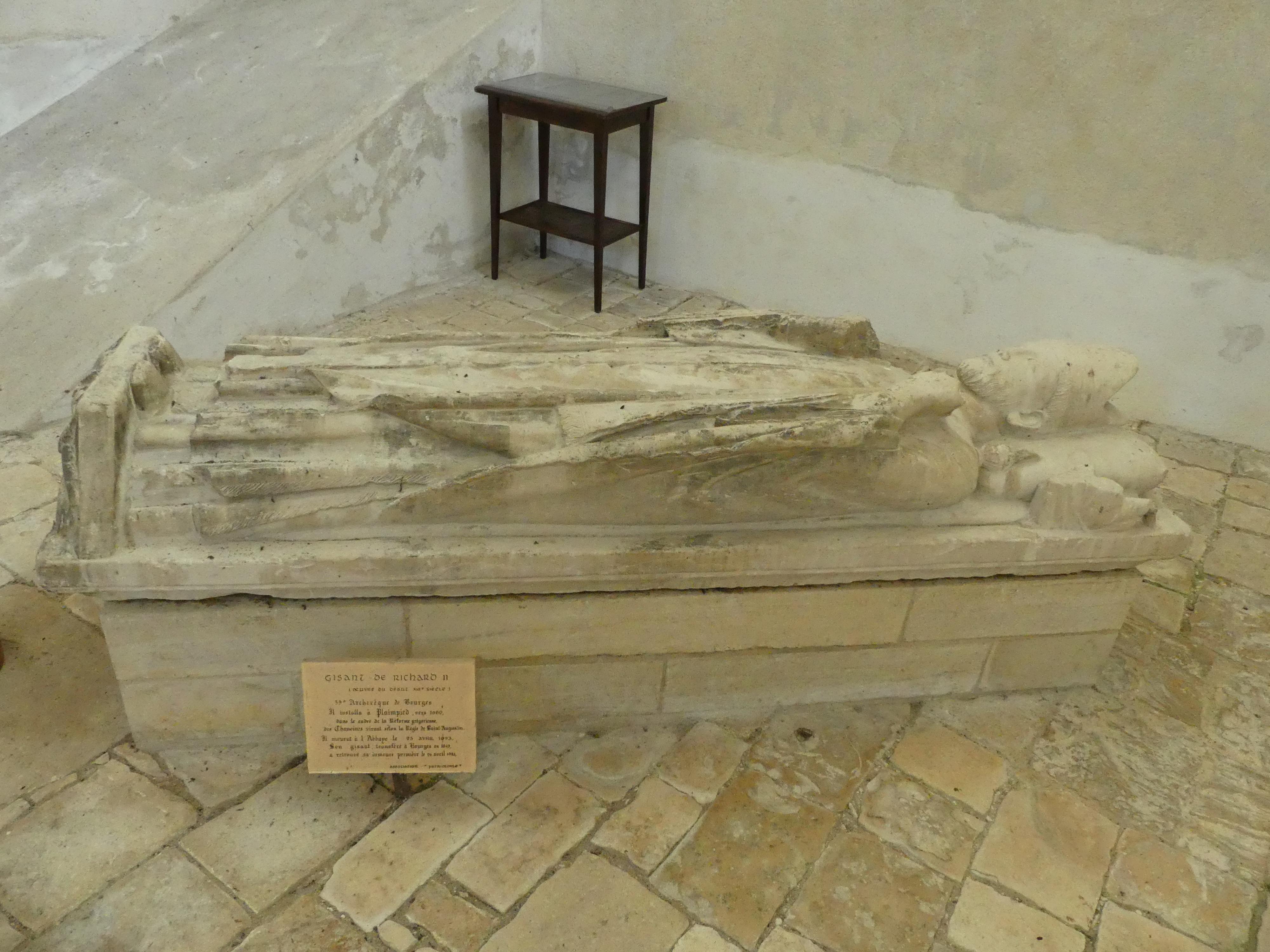
Gisant de Richard II.

### Extérieur
La façade a disparu et nous n'en avons pas de trace ni de description ; le côté nord de la nef est renforcé par un contrefort au niveau de la première travée ; à l'angle du mur et du transept nord se situe la tour d'escalier conduisant au clocher, le clocher de la croisée n'a plus qu'un seul niveau le traitement des ouvertures visibles sont la trace d'une reconstruction partielle. Le chevet, préservé, est remarquable par les détails, la finesse et la variété de la sculpture des colonnettes et des modillons. Il comporte des arcatures aveugles qui surmontent de larges ouvertures en plein cintre éclairant le chœur. Le côté sud est percé de deux portes de chaque côté du transept, une côté chœur qui est une issue de la crypte, l'autre côté nef est l'ancienne porte communiquant avec le cloître aujourd'hui détruit permettant l'entrée des moines dans l'abbatiale à l'entrée du chœur. Le mur sud de la nef reçoit des contreforts à chaque travée,.
Les bâtiments conventuels ont été détruits.

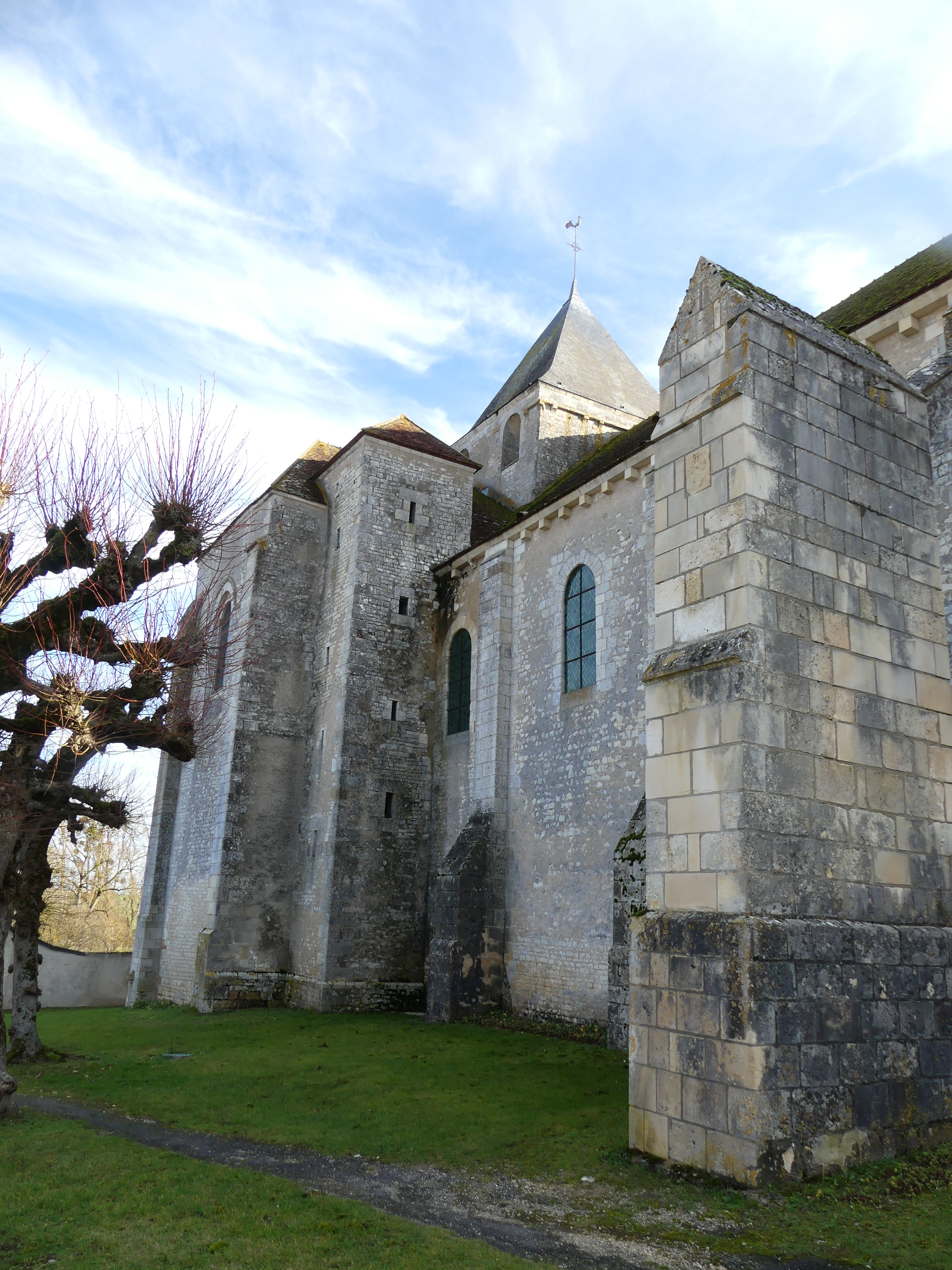
Mur nord.
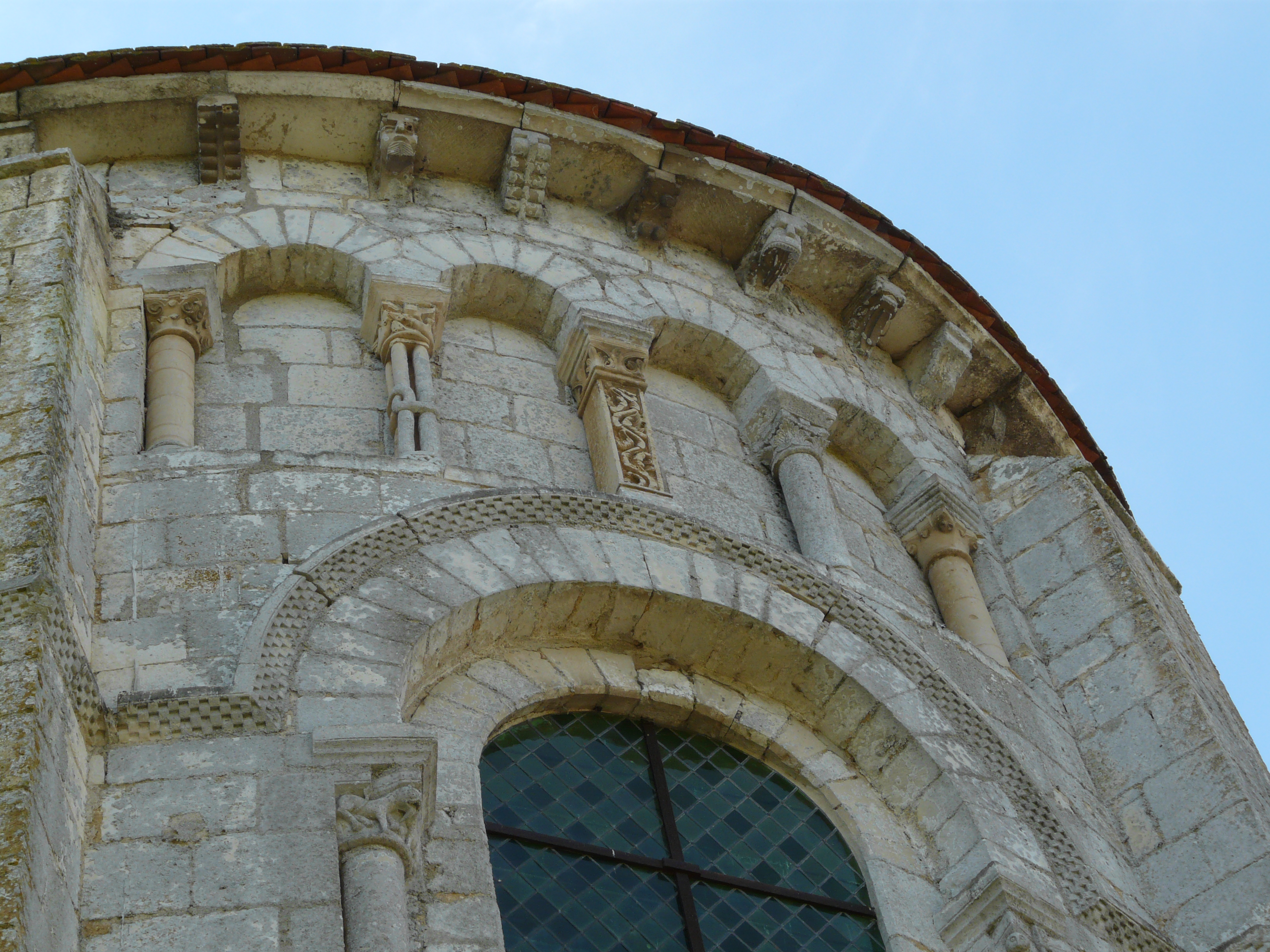
Arcatures aveugles et larges fenêtres du chœur.
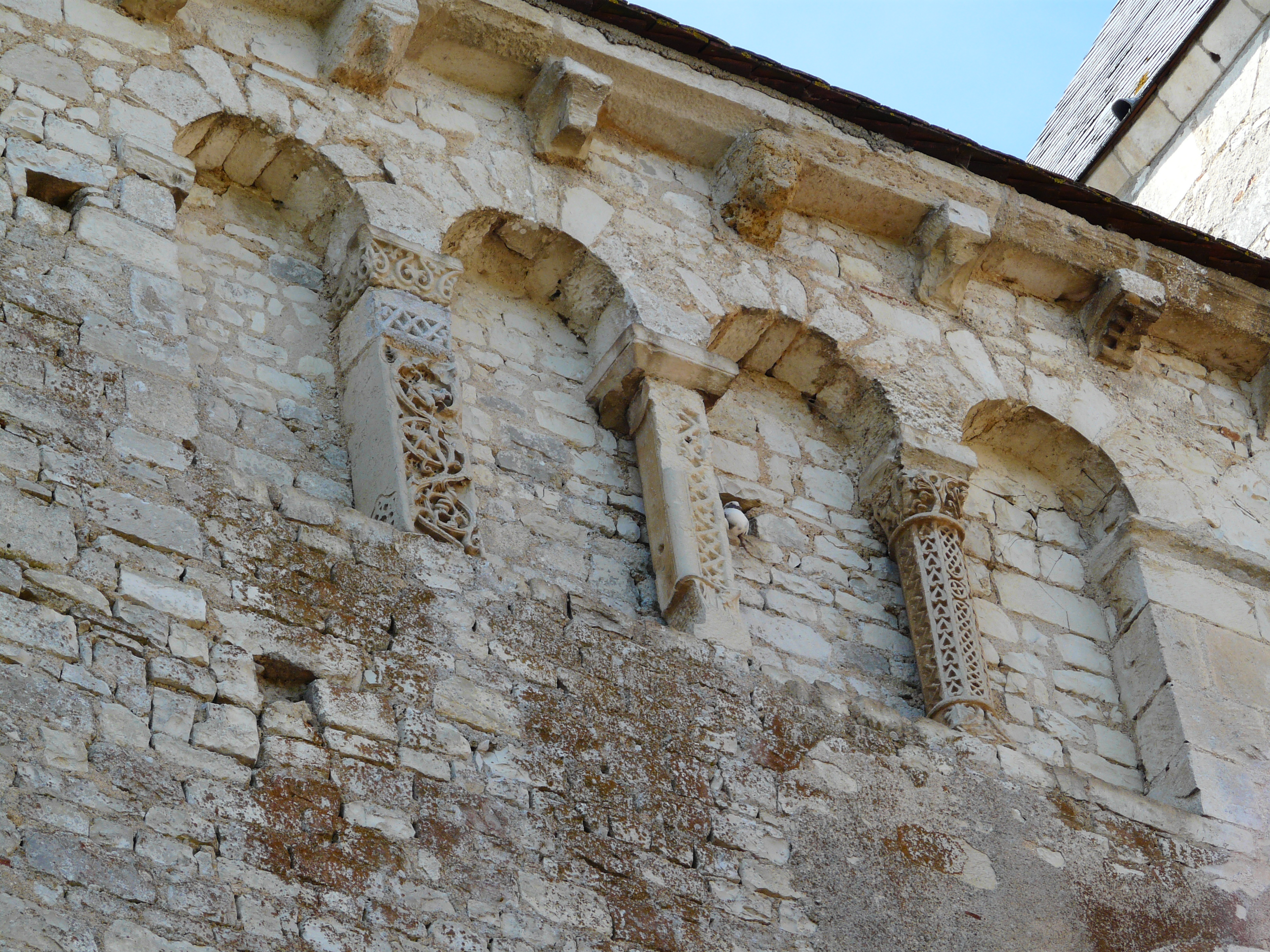
Détails des colonnettes et modillons du chevet.